# Shao Zijian
Shao Zijian (chiń. 邵子健) – chiński brydżysta, World International Master (WBF).

## Wyniki brydżowe

### Zawody światowe
W światowych zawodach zdobył następujące lokaty:
| Mistrzostwa Świata. Konkurencja teamów | Mistrzostwa Świata. Konkurencja teamów | Mistrzostwa Świata. Konkurencja teamów          | Mistrzostwa Świata. Konkurencja teamów | Mistrzostwa Świata. Konkurencja teamów | Mistrzostwa Świata. Konkurencja teamów |
| Rok                                    | Miejsce                                | Zawody                                          | Kategoria                              | Drużyna                                | Pozycja                                |
| -------------------------------------- | -------------------------------------- | ----------------------------------------------- | -------------------------------------- | -------------------------------------- | -------------------------------------- |
| 2014                                   | Sanya                                  | 14. Seria Mistrzostw Świata                     | Open                                   | Zhejiang Jingfan                       | 57                                     |
| 2013                                   | Nusa Dua                               | 41. Mistrzostwa Świata Teamów                   | Trans                                  | SAIC VW                                | 2                                      |
| 2012                                   | Lille                                  | 5. Otwarte Mistrzostwa Świata Teamów Mikstowych | Miksty                                 | Saic Blue                              | 27                                     |
| 2007                                   | Szanghaj                               | 38 Mistrzostwa Świata Teamów                    | Trans                                  | Shanghai Lücheng                       | 141                                    |
| 1995                                   | Pekin                                  | 32. Mistrzostwa Świata Teamów                   | Open                                   | China                                  | 7                                      |
| 1994                                   | Albuquerque                            | 9. Mistrzostwa Świata                           | Open                                   | Fan                                    | 33                                     |

| Mistrzostwa Świata. Konkurencja par | Mistrzostwa Świata. Konkurencja par | Mistrzostwa Świata. Konkurencja par | Mistrzostwa Świata. Konkurencja par | Mistrzostwa Świata. Konkurencja par | Mistrzostwa Świata. Konkurencja par |
| Rok                                 | Miejsce                             | Zawody                              | Kategoria                           | Partner                             | Pozycja                             |
| ----------------------------------- | ----------------------------------- | ----------------------------------- | ----------------------------------- | ----------------------------------- | ----------------------------------- |
| 2014                                | Sanya                               | 14. Seria Mistrzostw Świata         | Open                                | Shan Baisong                        | 76                                  |
| 2010                                | Filadelfia                          | 13. Mistrzostwa Świata              | Miksty                              | Ran Jingrong                        | 161                                 |
| 1994                                | Albuquerque                         | 9. Mistrzostwa Świata               | Miksty                              | Ran Jingrong                        | 28                                  |

## Klasyfikacja
- Shao Zijian – klasyfikacja WBF (ang.)
- Shao Zijian – klasyfikacja WBF (ang.)